# Giovanni Farina (militare)
Giovanni Farina (San Giovanni a Teduccio, 23 luglio 1901 – Cielo della Sardegna, 14 giugno 1942) è stato un militare e aviatore italiano, decorato con la Medaglia d'oro al valor militare alla memoria nel corso della seconda guerra mondiale.

## Onorificenze

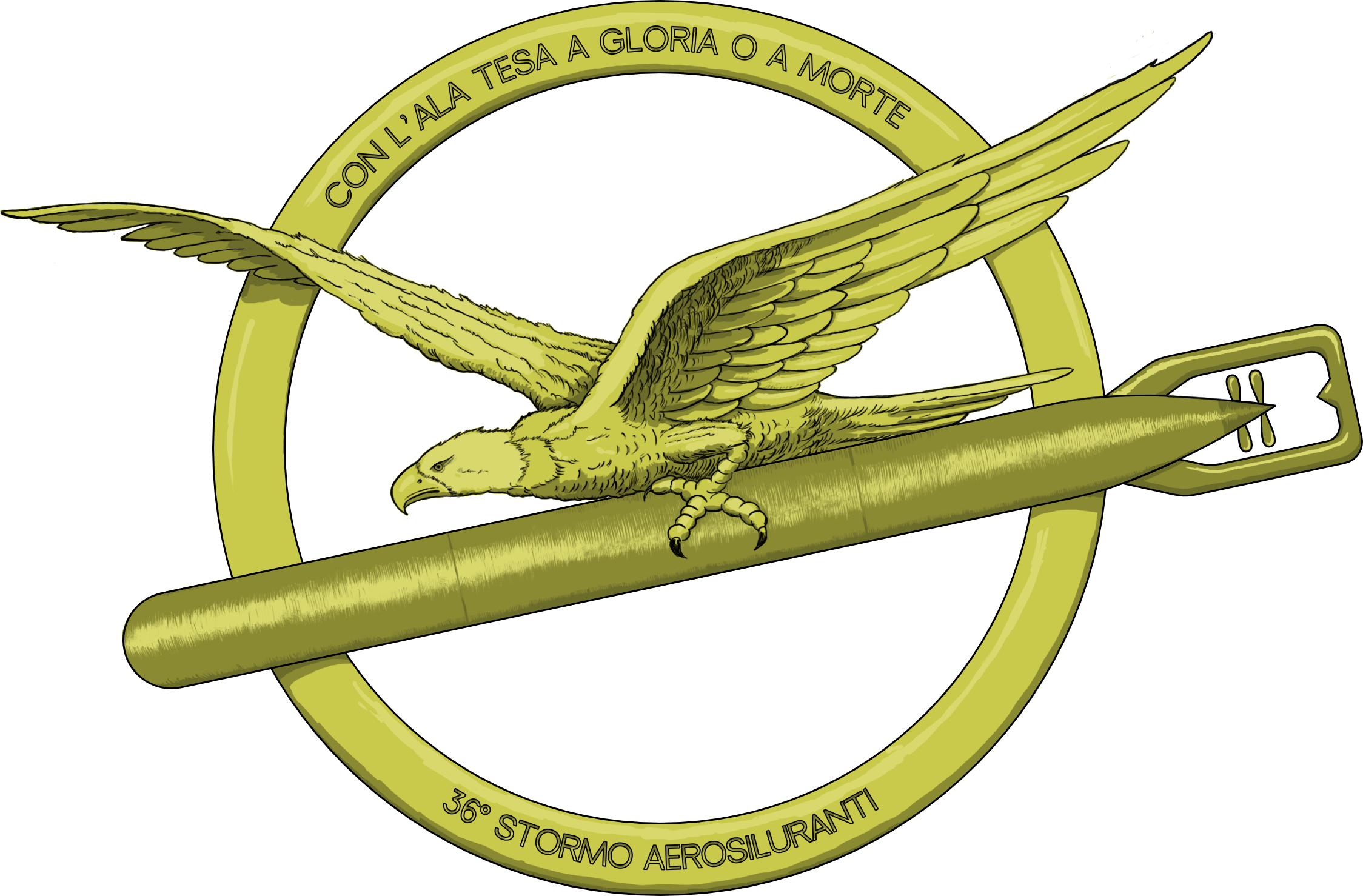
Emblema del 36º Stormo Aerosiluranti della Regia Aeronautica.

## Biografia

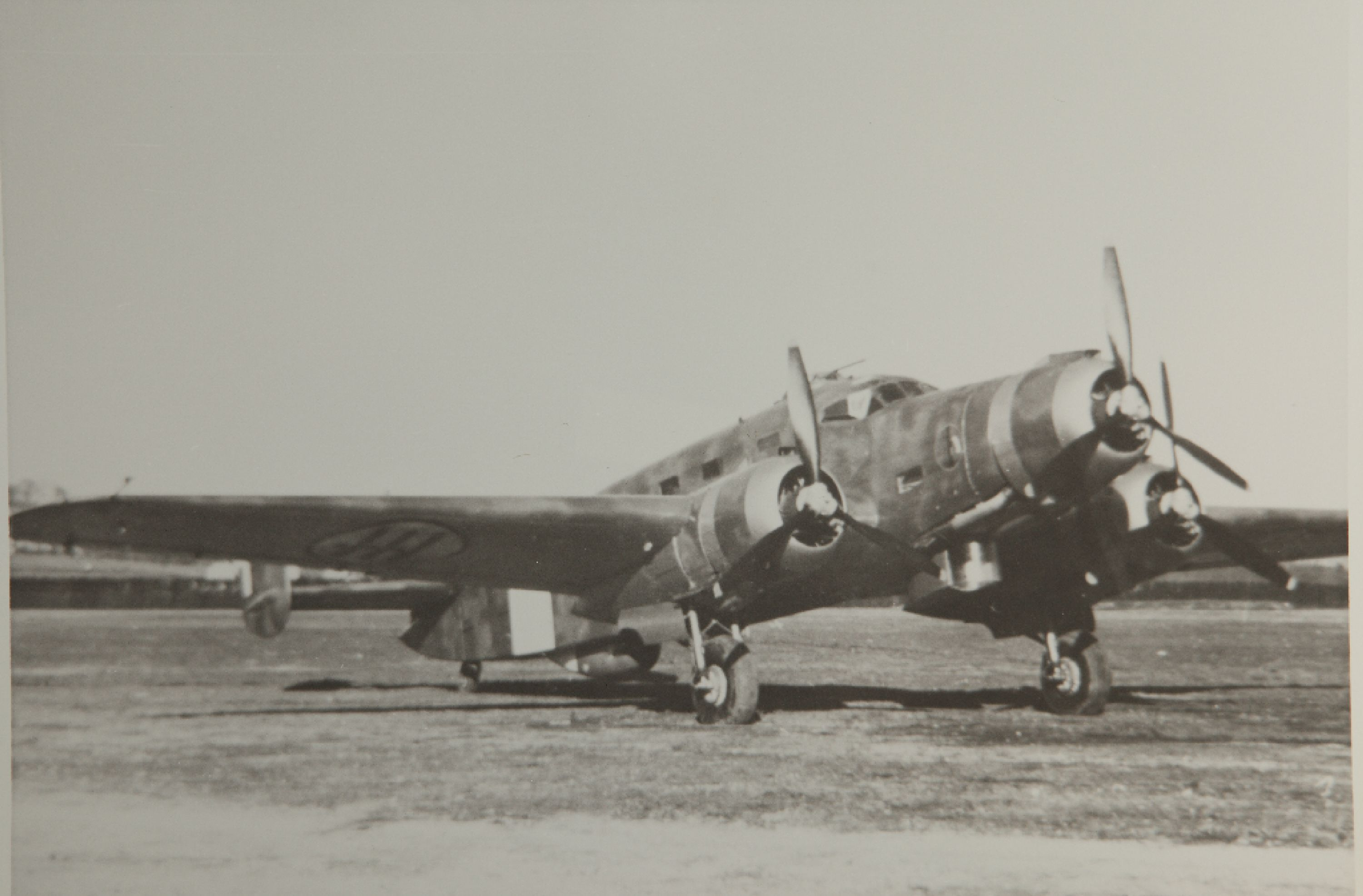
Un bombardiere-aerosilurante Savoia-Marchetti S.M.84.

Nacque a San Giovanni a Teduccio, provincia di Napoli, il 23 luglio 1901.
Dopo gli studi inferiori sostenuti alla scuola "Macedonio Melloni", conseguì il diploma di costruttore navale presso l'Istituto nautico di Napoli e si arruolò nella Regia Marina, ottenendo la promozione a sottotenente di complemento del Genio Navale. Nel luglio 1934 passò in servizio permanente effettivo nella Regia Aeronautica conseguendo, nel settembre dello stesso anno, il brevetto di pilota di idrovolanti. Promosso tenente nel luglio 1925, due anni dopo fu nominato insegnante Regia Accademia Aeronautica di Caserta, successivamente fu in servizio presso il Comando Aeronautica dello Jonio e Basso Adriatico, e presso il Reparto Alta Velocità di Desenzano del Garda dal gennaio 1929. Divenuto capitano nel giugno 1930, fu trasferito in servizio presso il Tribunale militare di Napoli in qualità di giudice effettivo. Maggiore dal giugno 1936, fu trasferito in servizio presso il Comando Aeronautico dell'Alto Tirreno. Si imbarcò poi sull'incrociatore pesante Zara  come comandante del servizio aereo della Squadra Navale, trasferendosi poi sulla nave da battaglia Conte di Cavour con lo stesso incarico. Per aver condotto brillantemente un corso di catapultamento dei piloti destinati all'imbarco sulle navi ottenne un Encomio Solenne. Promosso tenente colonnello nel corso del 1938, nell'aprile dell'anno successivo partecipò alle operazioni di occupazione dell'Albania.
All'atto dell'entrata in guerra del Regno d'Italia, avvenuta il 10 giugno 1940, fu mobilitato assumendo il comando del 16º Stormo Bombardamento Terrestre. Il 23 maggio 1942 fu nominato comandante del 36º Stormo Aerosiluranti, 109º Gruppo, 259ª Squadriglia, allora equipaggiato con i Savoia-Marchetti S.M.84. Cadde in combattimento sul cielo della Sardegna il 14 giugno 1942, durante un attacco contro un convoglio navale nemico, quando il suo velivolo fu abbattuto della contraerea avversaria nella battaglia di mezzo giugno, dove trovò la morte anche il comandante del 109º Gruppo maggiore Mario Turba. Per il coraggio dimostrato in questo frangente entrambi gli ufficiali furono insigniti della Medaglia d'oro al valor militare alla memoria. Nel 1955 la dirigenza della scuola media "Macedonio Melloni" ha voluto ricordare l’ex alunno caduto per la Patria, ponendo una piccola lapide all’ingresso di una delle aule al primo piano dell’ala secondaria dell'edificio.

### Fonti
1. 1 2 3  Ufficio Storico Stato Maggiore dell'Aeronautica 1969, p. 170.
2. 1 2 3 4 5 6 7  Lo Speaker.
3. 1 2 3 4 5  Combattenti Liberazione.
4. 1 2  Ufficio Storico dell'Aeronautica Militare 1977, p. 117.
5. ↑  Sito web del Quirinale: dettaglio decorato.
6. ↑  Bollettino ufficiale 1942, dispensa 50, pagina 2715 e Bollettino Ufficiale 1943, dispensa 5, pagina 292.